# Gustaf Darell

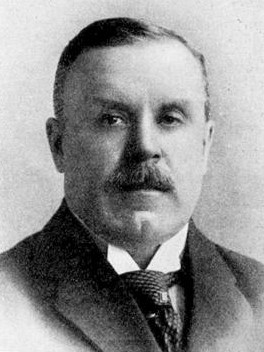
Ingenjören Gustaf Darell.

Johannes Gustaf Darell, född 11 maj 1865 i Mo församling, död 12 februari 1947 i Kattnäs församling, var en svensk ingenjör. 
Han blev känd som konstruktör av dynamomaskiner och generatorer och stod bakom Sveriges första kraftöverföring för likström som  utfördes 1889 eller 1890 inom Nyhammars bruks område. Han kan betecknas som en av banbrytarna inom svensk elektroteknik och svensk elektrisk industri.

## Liv och verk

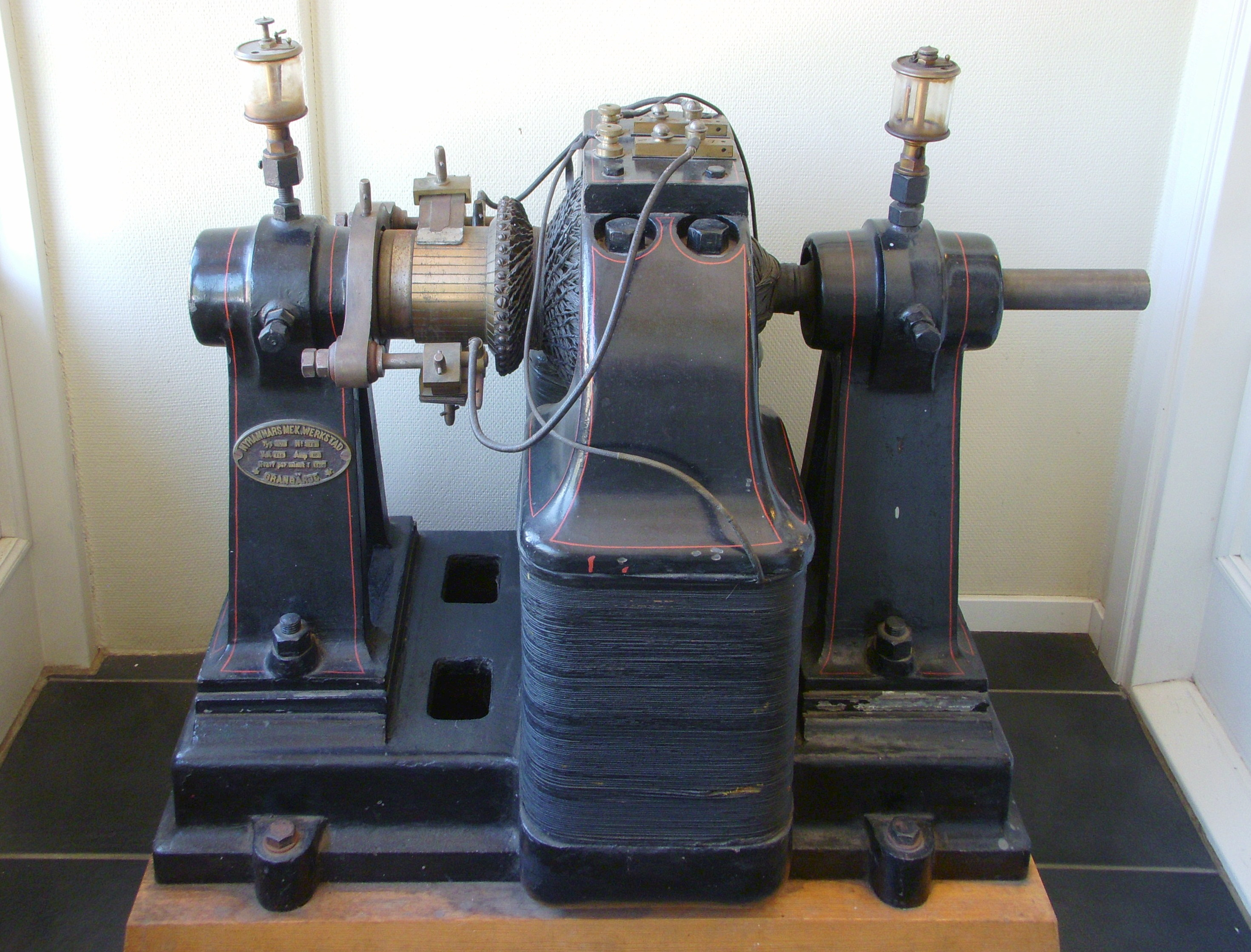
Likströmsgenerator konstruerad av Johannes Gustaf Darell och tillverkad på Nyhammars bruk.

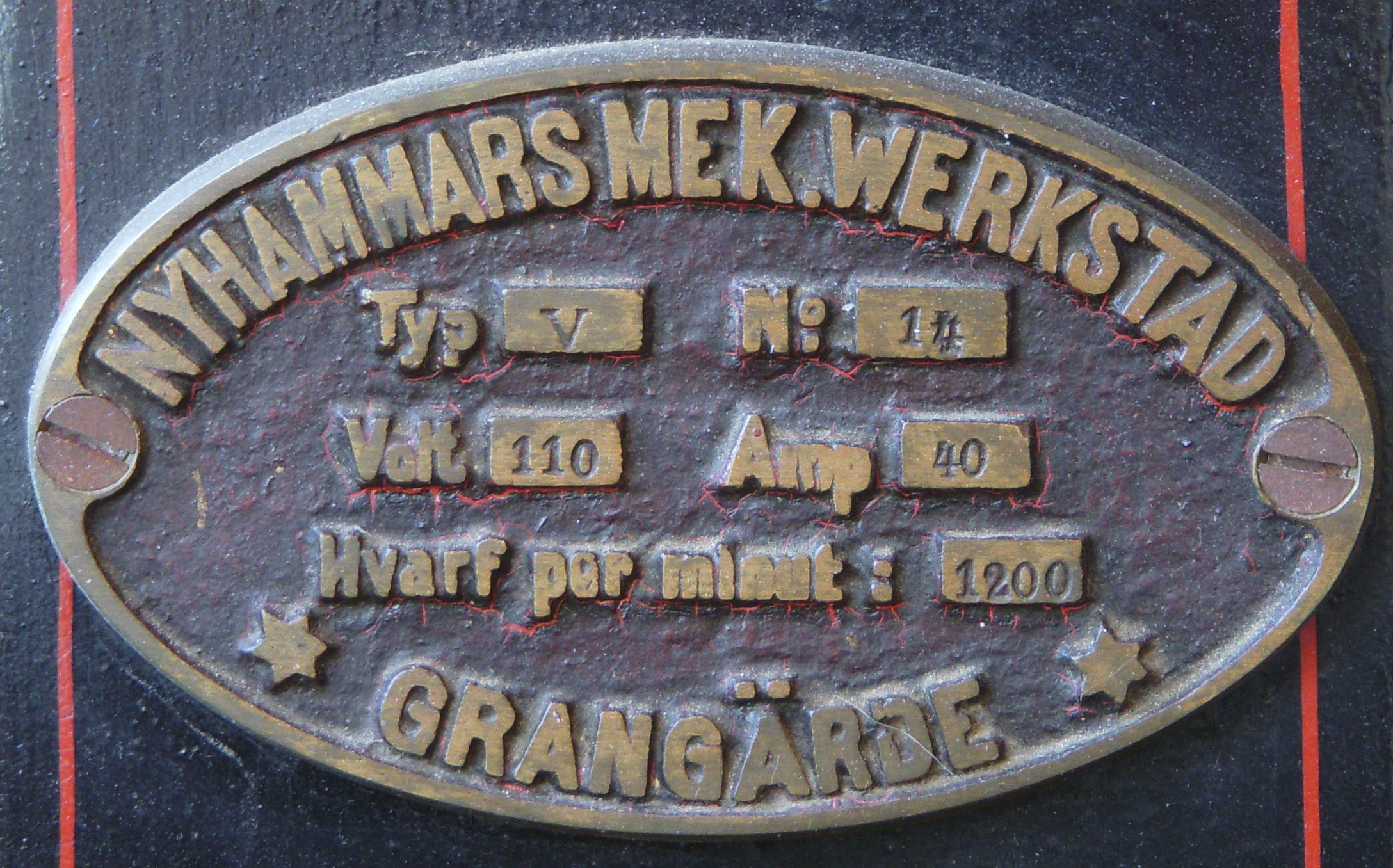
Generatorns typskylt.

Efter examen vid Borås tekniska elementarläroverk  1881 blev han 1884 maskinritare hos Wilhelm Wenström i Örebro. Här kom Darell i kontakt med Wenströms son, Jonas Wenström, den svenska elektroteknikens skapare och Darell fick tillfälle att följa hans arbeten.
Därefter praktiserade han vid statens järnvägars baningenjörexpedition i Skövde 1885. Mellan 1885 och 1893 var han verkmästare och ingenjör vid Nyhammars bruk i Nyhammar. Det följde anställningar bland annat vid Stjärnsunds valsverk, vid  järnexportfirman Alrutz & C:ie, och som föreståndare för malmavdelningen hos firman Percy Tham i Stockholm. Efter 1922 bedrev Darell egen affärsverksamhet i Stockholm.
Det var under Darells tid vid Nyhammars bruk då han stod bakom den första kraftöverföringen med likström. Redan 1886 eller 1887 konstruerade han en elektrisk dynamo, som tillverkades på brukets verkstad och drevs från en av brukets många vattenturbiner. Dynamon matade en elektrisk glödlampsbelysning inom brukets verkstads- och bostadslokaler. Spänningen var 65 volt och lamporna köptes från Siemens & Halske i Berlin. 
Den första kraftanläggningen, vilken även var Sveriges första elektriska kraftöverföring över huvud taget, utfördes 1889 eller 1890 inom Nyhammars bruks område och gick från bruket via luftledning till Illmyra gruva cirka 1,5 kilometer öster om hyttan. Generatorn tillverkades på Nyhammars bruks nyanlagda mekaniska verkstad. Strömmen var likström av 110 volt spänning. Ledningstråden var blank koppar på stolpar med porslinsisolatorer. Regleringen sköttes så att vid större belastningssändningar fick en maskinist vid kraftstationen i Nyhammar manuellt reglera vattenturbinens pådrag. Den nya anordningen innebar att de mekaniska pumparna och ett äldre gruvspel i gruvan kunde elektrificeras. Mär malmtillgången vid Illmyragruvan sinade flyttades Nyhammarsanläggningen till Fredmansbergs gruvfält mellan Ludvika och Grängesberg.
Under samma tid utfördes i Stockholm en liknande anläggning, men härom hade Darell inte kännedom, förrän Nyhammaranläggningen påbörjats. Vidare anordnade Darell belysning av arbetsplatsen över dagbrotten vid Grängesbergs gruvor, här kom båglampor från Siemens & Halske till användning. Efter Nyhammaranläggningen konstruerade Darell 1891 en överföring från Sågmyra till Enmyra silvergruva, en sträcka på omkring 8 kilometer.
År 1893 blev Darells chef,  C.G. Hammarström avlägsnad från ledningen av bruket, och därmed tog även den elektrotekniska verksamheten vid Nyhammars bruk slut. Till följd härav upphörde även Darells arbeten på elektroteknikens områden, men minst 14 likströmsmaskiner hann tillverkas. Generatorn nr 14 finns fortfarande kvar och står som klenod på brukskontoret i Nyhammar.

## Familj
Gustaf Darell var son till banvakten vid Statens järnvägars station i Moholm, Anders Darell (1809–1880) och Maria Pettersdotter (1830–1866). Han var föräldrarnas enda barn och blev tidigt föräldralös. Modern dog av kolera när sonen bara var drygt ett år. Fadern, som dog när sonen var femton år, hette ursprungligen Anders Olofsson och hade omkring 1840 antagit efternamnet Darell.
Gustaf Darell var ogift.